# 嶋崎政男
嶋崎 政男（しまざき まさお、1951年 - ）は、日本の教育者・教育学者、神田外語大学客員教授。

## 人物・来歴
東京都立大学心理学科卒業後、東京都公立中学校教諭、東久留米市教育委員会指導主事、都立教育研究所学校教育相談研究室指導主事、東京都杉並区立西宮中学校長、同杉並区立天沼中学校長、福生市教育委員会指導室長、立川市立立川第一中学校長等を経て、2012年神田外語大学教授、2017年同客員教授。日本学校教育相談学会会長。

## 著書
- 『図解・生徒指導 対応の流れ・方法が一目でわかる』 (<生徒指導の基本と実際>シリーズ) 学事出版, 1994.7
- 『生徒指導の危機管理 緊急時の対処の仕方が身につく』 (<生徒指導の基本と実際>シリーズ) 学事出版, 1998.9
- 『生徒指導担当教師のための教育相談基礎の基礎』 (生徒指導の基本と実際シリーズ) 学事出版, 2001.8
- 『"困った"親への対応 こんなとき、どうする?』ほんの森出版, 2005.4
- 『少年殺人事件その原因と今後の対応 防止のために親や教師ができること』学事出版, 2006.7
- 『生徒指導の新しい視座 ゼロトレランスで学校は何をすべきか』ぎょうせい, 2007.6
- 『学校崩壊と理不尽クレーム』(集英社新書) 2008.8
- 『法規+教育で考える生徒指導ケース100』ぎょうせい, 2009.12
- 『「教師に向かないのでは?」と自問する先生への助言77』 (がんばれ先生シリーズ) 明治図書出版, 2009.8
- 『「脱いじめ」への処方箋』ぎょうせい, 2013.2
- 『入門学校教育相談 知っておくべき基礎基本と実際の対応』学事出版, 2014.10
- 『子どものハートに届くほめる・しかる55の原則』教育開発研究所, 2015.4
- 『図説・例解生徒指導史 少年非行・いじめ・不登校等の歴史から学ぶ生徒指導』学事出版, 2019.7
- 『合格論文トレーニング帳 学校管理職選考 書き込み式で「論文力」が必ず身につく! 新訂2版』学校管理職研究会 編. 教育開発研究所, 2021.5

### 共編著
- 『個性と生きる力を育てる規律指導』内田雅顕,吉田順,斉藤武雄共編著 (<生徒指導の基本と実際>シリーズ）学事出版, 1997.6
- 『いじめの解明 学校教育相談の理論・実践事例集』今井五郎,渡部邦雄共編. 第一法規, 1997.6-2022
- 『教師・親のための子ども相談機関利用ガイド もうひとりで悩まないで!』小林正幸共編. ぎょうせい, 2000.12
- 『担任の救急箱 担任の危機管理100場面今すぐ、何をする?』編. ほんの森出版, 2004.4
- 『ぜったいについていかないよ! ゆうかい・つれさりにあわない』(じぶんでじぶんをまもろう 1) 監修, すみもとななみ 絵. あかね書房, 2006.1
- 『「いや!」というよ! 性ぼうりょく・ぎゃくたいにあわない』 (じぶんでじぶんをまもろう 3) 監修, すみもとななみ 絵. あかね書房, 2006.2
- 『ひとりでがまんしないよ! いじめにまけない』(じぶんでじぶんをまもろう 2) 監修, すみもとななみ 絵. あかね書房, 2006.2
- 『最新通信簿の文例&言葉かけ集 中学校』石田恒好共編著. 図書文化社, 2010.11
- 『人事考課に活かす自己申告書の書き方&文例 中学校』尾木和英,篠田信司共著. 学事出版, 2010.6
- 『新指導要録の記入例と用語例 中学校生徒』無藤隆,石田恒好,高岡浩二,沖山吉和共編著. 図書文化社, 2010.8
- 『生徒指導提要を理解する実践する 図でわかりやすく解説』尾木和英,有村久春共著. 学事出版, 2011.12
- 『現場で役立つ教育の最新事情』武田明典,村瀬公胤共編著. 北樹出版, 2012.3
- 『特別活動15講と総合的学習8講』梅澤秀監,木内隆生共編著. 大学図書出版, 2019.4
- 『資質・能力を育てる通信簿の文例&言葉かけ集 中学校』石田恒好共編著. 図書文化社, 2019.7
- 『新指導要録の記入例と用語例 中学校』無藤隆,石田恒好,吉冨芳正, 石塚等, 櫻井茂男,平山祐一郎共編著. 図書文化社, 2020.2

## 論文
- <嶋崎政男